# La principessa dei dollari ed i sei pretendenti
La principessa dei dollari ed i sei pretendenti (Die Dollarprinzessin und ihre sechs Freier) è un film muto del 1927 diretto da Felix Basch.

## Produzione
Il film fu prodotto dalla Greenbaum-Film.

## Distribuzione
Distribuito dalla Filmhaus Bruckmann, il film uscì nelle sale cinematografiche tedesche il 25 novembre 1927, in quelle italiane nel 1928.